# John Bachman
Aquest autor és citat en taxonomia animal amb el nom «Bachman».
John Bachman fou un pastor i naturalista estatunidenc nascut el 4 de febrer del 1790 a Rhinebeck (Nova York) i mort el 24 de febrer del 1874 a Columbia.
Feu els seus estudis al Williams College. Es casà amb Harriet Martin el 1816. Feu de segon de Johannes Knickerbocker (1749-1827) en una missió d'exploració i diplomàtica als amerindis oneida.
Donà classes a escoles d'Ellwood (Pennsilvània) i posteriorment a Filadèlfia. El 1814 fou nomenat pastor de l'església luterana. Oficià al temple de Saint John de Charleston. Fundà una escola de teologia.
Estudià els animals del sud dels Estats Units. Més tard assistí John James Audubon (1785-1851), que posteriorment utilitzà les observacions de Bachman al seu llibre sobre els ocells (1833-1835). Participà en la fundació de la societat d'horticultura el 1833.
Viatjà a Europa amb Audubon el 1838 i obtingué un PhD honorífic de la Universitat de Berlín el 1838. Participà en l'elaboració del llibre d'Audubon titulat The Viviparous Quadrupeds of North America (tres volums, 1845-1859). També publicà The Unity of the Human Race (1850).
John James Audubon (1785-1851) li dedicà l'espècie Haematopus bachmani el 1838.